# Cine (revista)
A revista ilusttrada Cine foi editada em Lisboa durante Maio de 1934. Propriedade da Editora Cinematográfica,  procurou dinamizar o ambiente cinematográfico português da época, “preparando uma consciência cinematográfica” com o intuito de “estabelecer definitivamente em Portugal uma industria de cinema”. A este projeto, de escassos  3 números, estão ligados os nomes de António Fagim e Otávio de Brito como diretores, acompanhados por  J. Vicente Sampaio,  Augusto Soares, Mota da Costa e  Frederico de Freitas além de uma vasta lista de  colaboradores nacionais e estrangeiros, a saber:  A. Chaves Cruz, António de Albuquerque, António Lima Cruz, Armand Duvivier,  Augusto Soares, Carlos Alberto, Carlos Leal, Constantino de Figueiredo, Dr. Movex, Félix Bermudes, Fernando de Barros, Gustavo de Freitas,    Machado Correia,   René Clair,  Robert Drew,  William K. Howard e Silva Nogueira  (na ilustração).